# متلألئة أسترالاسية
متلألئة أسترالاسية (الاسم العلمي:Luzula australasica) هي نوع من النباتات تتبع جنس المتلألئة من الفصيلة الأسلية.